# Beatriz de Montferrato
Beatriz de Montferrato, fue una aristócrata italiana, esposa de Andrés, Delfín de Borgoña, más conocido como Guigues VI, conde de Albon y Viennois.
Según la biografía del trovador Gauserano de San Leidier, era la dama de quién estaba enamorado, idealizandola en sus canciones de las que actualmente solo se conservan dos.

## Biografía
Se cree que Beatriz pudo haber nacido entre 1204 y 1210, según el sitio web de genealogía Foundation for Medieval Genealogy-Medieval Lands. Era hija del marqués Guillermo VI de Montferrato y Berta de Clavesana. De sus hermanos, el mayor Bonifacio II, fur el siguiente marqués de Montferrato, y la menor Alicia, se casó con el rey Enrique I de Chipre.
Con apenas nueve años en 1219, se convirtió en la tercera esposa de Andrés Delfín, veinte años mayor que ella, naciendo de esta unión dos hijos:
- Guigues VII (1225-1269), sucedió a su padre como Delfín de Viennois.
- Juan (1227-1239).

Beatriz fundó, en 1234, la Cartuja de Prémol en Vaulnaveys-le-Haut. Cuando su marido murió en 1237, ella ayudó a guiar a su hijo mayor durante sus primeros años como Delfín.
Se desconoce la fecha de su muerte. La Fundación para la Genealogía Medieval-Tierras Medievales indica que Beatriz aparece fallecida después del testamento de su esposo el 4 de marzo de 1236. Según la ley del Registro Delfinois, sería más bien el 4 de marzo de 1237, unos diez días antes de la muerte de este último. El aviso dedicado a su persona indica la fecha de la muerte como el mes de marzo de 1276, citado sin referencia a un acto asociado, lo que constituye, probablemente, un error en la transcripción. El Registro indica un 7 de abril, según el obituario del Priorato de San Roberto, pero después de 1255, insertado en las actas de 1256.